# 春の祭典

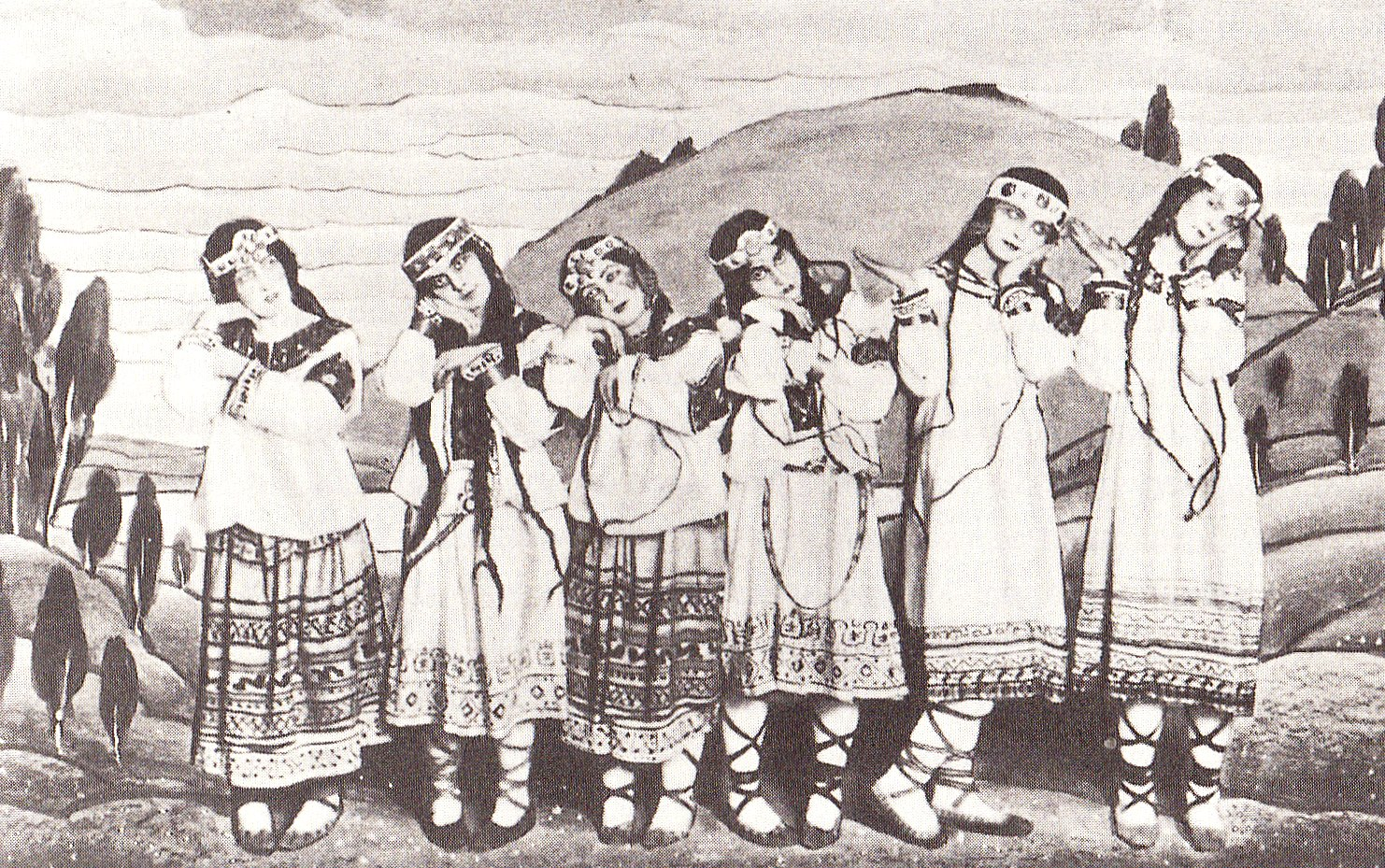
『春の祭典』初演時のバレエ・ダンサーたち（1913年）。左から2番目がマリー・ランベール。初演時の衣装、舞台装置を撮影した、現存する数少ない写真の一つである

『春の祭典』（はるのさいてん、ロシア語: Весна священная、フランス語: Le Sacre du printemps、英語: The Rite of Spring ）は、ロシアの作曲家イーゴリ・ストラヴィンスキーが、セルゲイ・ディアギレフが率いるバレエ・リュス（ロシア・バレエ団）のために作曲したバレエ音楽。オリジナルの振り付けはヴァーツラフ・ニジンスキーが、舞台デザインと衣装はニコライ・リョーリフが担当した。1913年5月29日にシャンゼリゼ劇場で初演され、音楽と振り付けの前衛的な性質がセンセーションを巻き起こした。初演の聴衆の反応は長年「暴動」と呼ばれることが多かったが、近年は誇張表現だったとして見直されている。この表現は10年以上後の1924年の後の公演のレビューまで現れず、負傷者が出たり、物が壊されたりしたことはなかった。また二日目以降のパリ公演や、二ヶ月後のロンドン公演でも特別なことは起こらなかった。しかし、後世の作曲家に和声法、ポリリズムなどの面で大きな影響を与え、20世紀の管弦楽を象徴する作品のひとつしての評価は変わらず持っている。

## 題名
フランス語とロシア語の題名はかなり異なっている。フランス語の題名は1912年3月にレオン・バクストによってつけられたもので、「春の戴冠式」を意味する（後にストラヴィンスキーは「The Coronation of Spring」の方が本来の意味に近いと言っている）。ストラヴィンスキーは生涯にわたってフランス語の題名を使い続けた。ロシア語の題名は文字通りには「聖なる春」を意味し、少し遅れて1912年9月のストラヴィンスキーのインタビューの中に現れる。英語の題はフランス語を翻訳したものであり、日本語の題名は英語にもとづく。
作曲中の『春の祭典』について伝える初期の記事では『大いなる犠牲』と呼ばれていた。

## 作曲の経緯
1910年、ストラヴィンスキーは、ペテルブルクで『火の鳥』の仕上げを行っていた際に見た幻影（“輪になって座った長老たちが死ぬまで踊る若い娘を見守る異教の儀式”）から新しいバレエを着想し、美術家ニコライ・レーリヒに協力を求めた。
『火の鳥』の成功後、バレエ・リュスのための新しい音楽を注文されたストラヴィンスキーがこのアイデアを披露したところ、ディアギレフやレオン・バクストもこのテーマに興味を示し、ディアギレフの手帳には、1911年度の上演予定作品として『牧神の午後』と『生贄（『春の祭典』）』が併記された。
ところが、同年9月末にローザンヌのストラヴィンスキーを訪問したディアギレフは、そこで聞いた作曲途中の『ペトルーシュカ』を気に入り、これを発展させてバレエにすることにしたため、『春の祭典』は一時棚上げとなった。
1911年6月に『ペトルーシュカ』が上演された後、『春の祭典』の創作が本格的に開始された。ロシアに帰国していたストラヴィンスキーはレーリヒを訪ねて具体的な筋書きを決定し、レーリヒはロシア美術のパトロンであったテーニシェヴァ公爵夫人のコレクションから古い衣裳を借り受けてデザインの参考にした。同じ頃に「春のきざし」から始められた作曲は、同年冬、スイスのクレーランスで集中的に作曲が進められた結果、1912年1月にはオーケストレーションを除き曲が完成した。ストラヴィンスキーはこの年の春に演目として上演されることを希望したが、ディアギレフはこれを翌年に延期するとともに、大規模な管弦楽のための作品にするよう要望した。その後、モントルーでオーケストレーションが進められ、1913年に完成した。

## 初演までの経緯
1912年春頃、ディアギレフはそれまでのバレエ・リュスの振付を担当していたミハイル・フォーキンにかわり、天才ダンサー、ヴァーツラフ・ニジンスキーをメインの振付師にする決意を固めた。すでにニジンスキーは『牧神の午後』の振付を担当していたが、作品が公開されていない段階であり、その能力は未知数であった。
ニジンスキーのダンサーとしての才能は賞賛しながらも、振付師としての能力には不安を抱いていたストラヴィンスキーは、実はニジンスキーが音楽に関して全く知識を持ち合わせていないことに愕然とし、リズム、小節、音符の長さといった、ごく初歩的な音楽の基礎を教えることから始め、毎回音楽と振付を同調させるのに苦労した。
不安になったディアギレフはダルクローズの弟子ミリアム・ランベルク（マリー・ランベール）を振付助手として雇い入れ、ダルクローズのリトミックを『春の祭典』の振付に活かそうとしたが、ダンサーは疲労困憊しており、彼女のレッスンに参加するものはほとんどいなかった。
ニジンスキーは1913年の公演でドビュッシーの『遊戯』と『春の祭典』の2作品の振付を担当したが、ストラヴィンスキーによれば、それはニジンスキーにとって「能力以上の重荷」であった。振付及び指導の経験がほとんど無く、自分の意図を伝えることが不得手なニジンスキーはしょっちゅう癇癪を起こし、稽古は120回にも及んだ。しかも、主役である生贄の乙女に予定されていたニジンスキーの妹ブロニスラヴァ・ニジンスカが妊娠してしまったため、急遽マリヤ・ピルツ(Maria Piltz)が代役となった。ランベルクによれば、ピルツに対し、ニジンスキー自らが踊って見せた生贄の乙女の見本は実にすばらしく、それに比べて初演でのピルツの踊りは、ニジンスキーの「みすぼらしいコピー」に過ぎなかったという。
このような苦難の結果できあがった舞台は、レーリヒによる地味な衣装のダンサーの一群が、ニジンスキーの振付によって舞台を走り回り、内股で腰を曲げ、首をかしげたまま回ったり飛び上がるという、従来のバレエとは全く違うものであった。

## 初演
1913年、ディアギレフと付き合いのあった興行師ガブリエル・アストゥリュクのシャンゼリゼ劇場が完成し、『遊戯』、『春の祭典』初演を含むバレエ・リュスの公演は、その杮落としの目玉とされた。この時、ディアギレフはアストゥリュクの足元を見てオペラ座の2倍、2万5000フランもの出演料を要求した。
『遊戯』初演の2週間後、1913年5月29日にパリのシャンゼリゼ劇場でピエール・モントゥーの指揮により『春の祭典』の初演が行われた。客席にはサン＝サーンス、ドビュッシー、ラヴェルなどの錚々たる顔ぶれが揃っていた。初演に先立って行われた公開のゲネプロは平穏無事に終わったが、本番は大混乱となった。
曲が始まると、嘲笑の声が上がり始めた。野次がひどくなるにつれ、賛成派と反対派の観客達がお互いを罵り合い、殴り合い、野次や足踏みなどで音楽がほとんど聞こえなくなり、ついにはニジンスキー自らが舞台袖から拍子を数えてダンサーたちに合図しなければならないほどであった。ディアギレフは照明の点滅を指示し、劇場オーナーのアストゥリュクが観客に対して「とにかく最後まで聴いて下さい」と叫んだほどだった。サン＝サーンスは冒頭のファゴットのフレーズを聴いた段階で「楽器の使い方を知らない者の曲は聞きたくない」といって席を立ったと伝えられる。ストラヴィンスキーは自伝の中で「不愉快極まる示威は次第に高くなり、やがて恐るべき喧騒に発展した」と回顧している。『春の祭典』初演の混乱は、1830年の『エルナーニ』（ヴィクトル・ユーゴー）や1896年の『ユビュ王』（アルフレッド・ジャリ）の初演時に匹敵する大スキャンダルとなり、当時の新聞には《Le "massacre" du Printemps》（春の"災"典）という見出しまでが躍った。
広く知られるこの初演時のエピソードだが、西洋クラシック音楽において、初演時に騒動が起きたのは特にこの作品に限ったことではない。他に近代ではシェーンベルクの弦楽四重奏曲2番以降やウェーベルンの無調作品、作曲者も音楽では無いと告白したラヴェルのボレロ、バルトークの『中国の不思議な役人』、ジョン・ケージの音楽でも、初演時に大騒動になった記録が残っている。こう言う騒動の発端は元々ワーグナーの『さまよえるオランダ人』・パリの『タンホイザー』や、R.シュトラウスの『サロメ』にも見られる。指揮者の岩城宏之は、ヨーロッパで聴きに行った現代音楽の演奏会で何度か、聴衆間で怒声が飛び交う事態になったことがあるとエッセイに記している。現在でも、ドナウエッシンゲン音楽祭やダルムシュタット夏季現代音楽講習会などに行けばこういう騒ぎに巻き込まれることがある。またこの『春の祭典』初演時の騒動は、主にバレエの衣装と振り付けが革新的だったことによるとの説もある。

## 演奏史・上演史
1913年には、前述の初演を含めパリで4回、ロンドンで4回上演されたが、大混乱となったのは最初の1回のみで、2回目の公演以降は大きな騒乱が起こることはなかった。翌1914年4月にシャンゼリゼ劇場で行われた演奏会形式での再演（指揮：モントゥー）の大成功により、『春の祭典』は楽曲としての評価を確立した。その後、ロンドンやニューヨークでも高い評価を得てオーケストラのレパートリーとして定着した。1963年5月29日には、初演者ピエール・モントゥー指揮ロンドン交響楽団による『春の祭典50年記念コンサート』が、ロンドン、ロイヤル・アルバート・ホールで開催された。
一方、初演の4ヶ月後に南米で電撃結婚をしたニジンスキーがディアギレフから解雇されたため、『春の祭典』は8回（ゲネプロを含めれば9回）上演されただけでバレエ・リュスのレパートリーから外された。その後、バレエ・リュスでは1920年に『春の祭典』の再演が行われることになったが、誰一人としてニジンスキーの複雑な振付を覚えている者がいなかったため、新たにレオニード・マシーンが振付を担当した。マシーンは古いイコンや木版画を研究し、ストラヴィンスキーによるアドヴァイスを受け、単純な農民の輪舞をもとにして振付けた。エルネスト・アンセルメの指揮によるバレエ再演は、生贄の乙女を当時24歳のリディヤ・ソコローヴァが演じ、大喝采を浴びた。この頃のディアギレフは財政難に苦しんでおり、オーケストラに莫大な人件費がかかる『春の祭典』の再演が可能だったのは、この年の夏に知り合ったばかりのココ・シャネルから30万フランもの援助を受けたおかげであった。
この「マシーン版」は1930年にフィラデルフィアでマーサ・グレアム主演によって上演されたほか、ミラノ・スカラ座（1948年）、スウェーデン・ロイヤル・バレエ（1956年）などで再演が繰り返された。

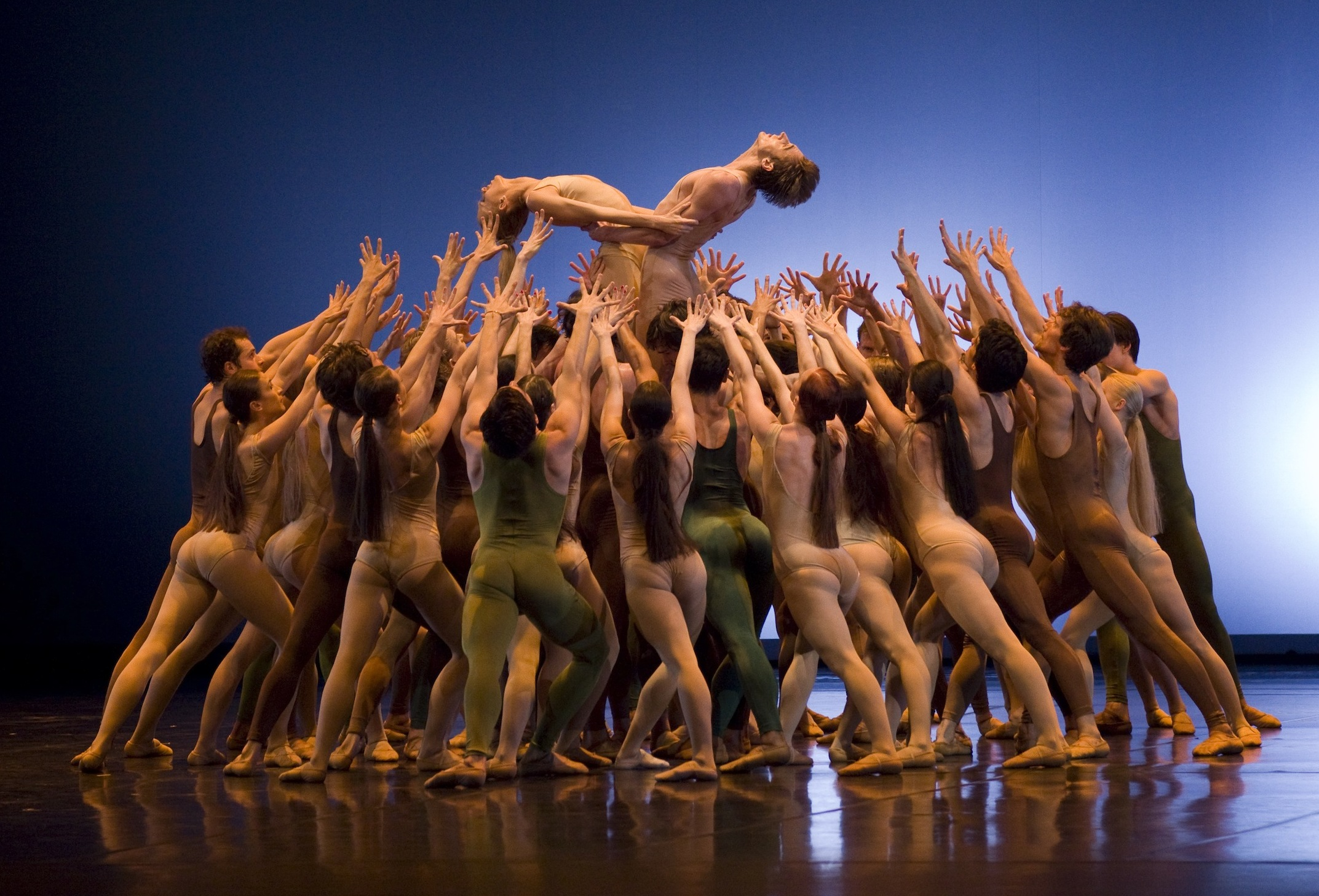
モーリス・ベジャール版

ニジンスキー、マシーンの後、『春の祭典』は多くの振付師によって取り上げられ、ボリス・ロマノフ(Boris Romanov)版（1932年）、レスター・ホートン(lester horton)版（1937年）、マリー・ヴィグマン版（1957年）、モーリス・ベジャール版（1959年）、ケネス・マクミラン版（1962年）、ピナ・バウシュ版（1975年）、マーサ・グレアム版（1984年）など、多くの版が作られて現在に至っている。中でもベジャールによるものは傑作として知られている。

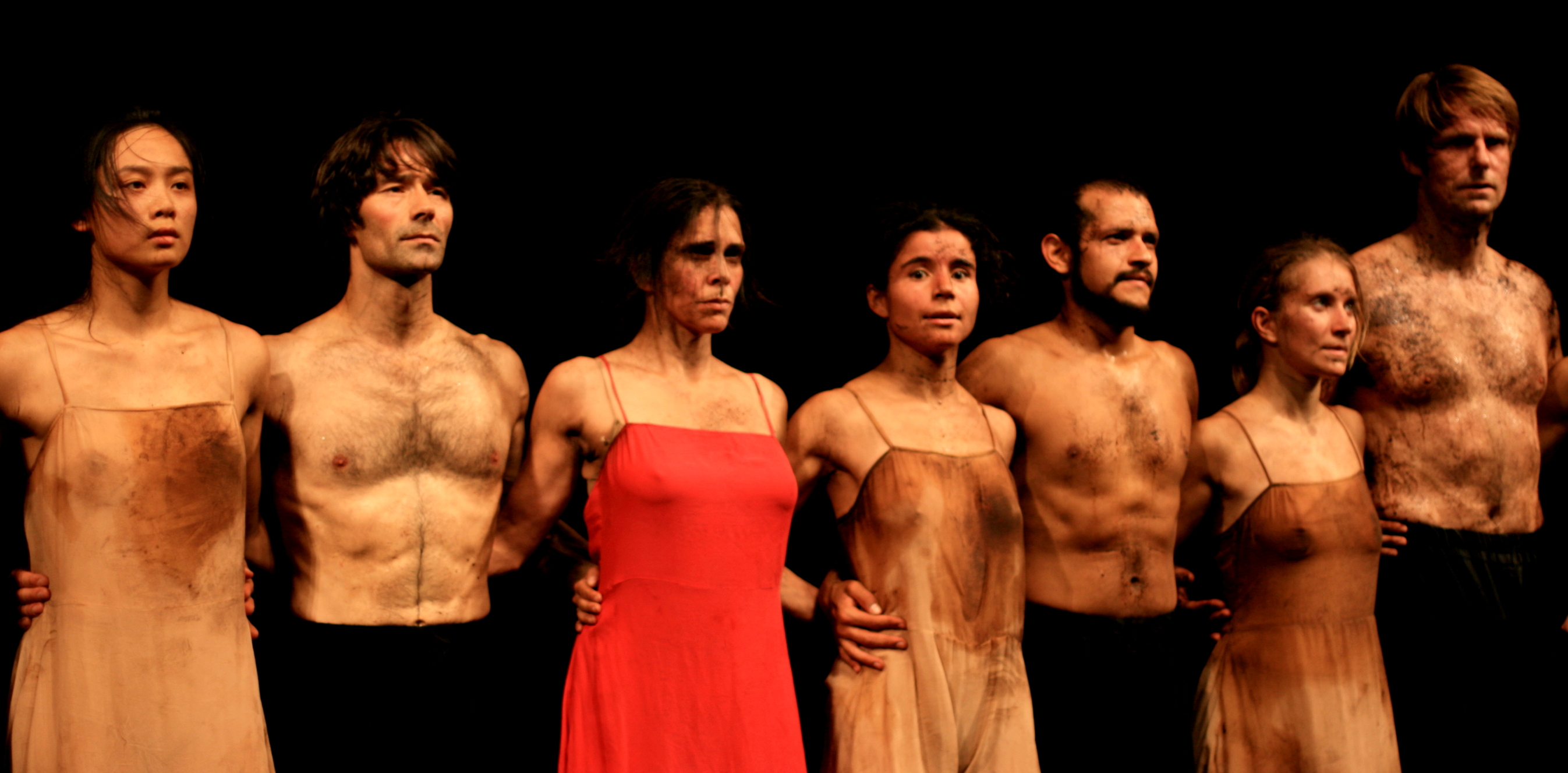
ピナ・バウシュ版

一方、完全に忘れられたニジンスキーによる初演の振付は、1979年から8年かけてアメリカ合衆国の舞踏史学者のミリセント・ホドソン(Millicent Hodson)と美術史家ケネス・アーチャー(Kenneth Archer)の夫妻によって、現存していた資料（特にヴァランティーヌ・グロスによるスケッチ）やランベール（振付の書き込みを入れていた作曲者の自筆譜のコピーを提供）など関係者の証言などから復元され、1987年にジョフリー・バレエ団によって復活上演された。現在ではパリ・オペラ座の定番となっている。
1953年にピエール・ブーレーズは、論文『ストラヴィンスキーは生きている』において、この作品の斬新な作曲技法を解明するとともに、自ら演奏・録音を行い、この曲の解釈に一石を投じた。
ただオーケストラ付きのバレエ版の上演は5管編成の版しかないので、非常に予算がかかりオーケストラピットもそんなに入れないのでめったに生で上演されることはない。日本ではほとんどが録音による上演である。

## 改訂
『火の鳥』や『ペトルーシュカ』のように大規模ではないが、この作品でも何度も改訂が行われ、次のものが存在する。
1913年版
自筆譜。初演に用いられた。
1913年版（4手ピアノ版）
1913年5月、初演に先立ちロシア音楽出版社より出版。1952年にブージー・アンド・ホークス社よりリプリントが出版された。
1921年版
管弦楽版初の出版譜。初演版から一部改訂されている。1922年2月にロシア音楽出版社より出版。
1929年版
1921年版の誤りを修正したほか、『祖先の召還』と『生贄の踊り』を大きく変更。ロシア音楽出版社より出版。
1943年版
『生贄の踊り』をさらに大きく改訂。『生贄の踊り』の部分のみを1945年にAMP社より出版。
1947年版
1929年版の誤りを修正。1943年版での変更は戻されている。1948年にブージー・アンド・ホークス社より出版。ロシア音楽出版社の版下をそのまま使っている。
1965年版
1947年版の誤りを修正。ブージー・アンド・ホークス社より出版。
1967年版
一部修正したうえで新たに印刷版を作成。ブージー・アンド・ホークス社より出版。
1968年版（4手ピアノ版）
主に『祖先の召還』と『生贄の踊り』を改訂。ブージー・アンド・ホークス社より出版。
現在主に使用されるのは1967年版であるが、指揮者によって好みが分かれる。また複数の版を折衷することもあり、例えばロバート・クラフトは1967年版に対して1913年版に基づく変更を加えて演奏している。
「リハーサル中でさえ直す」というストラヴィンスキーの改訂癖は有名だが、初演指揮者のモントゥーはこの改訂癖について「最初の版が一番良い」と苦言を呈した。ゲオルク・ショルティが何故改訂したのか＝どの版を使えば良いのかロバート・クラフトに質問した際「（終曲に代表される）変拍子をストラヴィンスキー自身が指揮出来なかったため」という返答があった。事実、ストラヴィンスキーが振り間違えている録音も初期に存在する。最後の生贄の場面は作曲者が振れなかったので面倒くさくて全部4分の4拍子で振ったと言う指揮者の間の逸話が今でも残っている。
小澤征爾によれば、彼が1968年7月にシカゴ交響楽団を指揮してこの曲をレコーディングする直前、ストラヴィンスキーがこの曲特有の複雑な変拍子を、ごく簡明な、単純な拍子構造に書き変えたヴァージョンを作り、小澤はストラヴィンスキーの要請に応じて、それをコンサートで指揮したのち、小澤がレコーディングにあたって準備していた旧来のヴァージョンとともに、並行して録音したという。しかし小澤はオーケストラのプレイヤーたちともども、その芸術的価値を疑問視し、結果この新ヴァージョンはレコードとして発売されず、ヴァージョン自体も日の目をみることなく今日に至っているとのことである。このヴァージョンが作られた理由としては、すでに触れた「ストラヴィンスキーが変拍子を上手に振れなかったから」ということのほかに、経験の浅い学生のオーケストラなどでも演奏できるように、ということがあったらしいが、小澤とともにこれに触れたレナード・バーンスタインは、楽曲の著作権保護期間を延長したいがための行為だと、不快感をあらわにしていたという。
ストラヴィンスキーは、『火の鳥』と『ペトルーシュカ』では楽器編成を縮小して改訂したが、『春の祭典』だけはそれがない。頻繁にピアノデュオのレパートリーとして演奏されるピアノ連弾版の春の祭典はもっとも自筆稿に近く、書き直しはほとんど無かった。

## 編成
5管編成で、ワグナーチューバやバストランペットなどの金管楽器で増強した超大編成の管弦楽ではあるものの、ストラヴィンスキーの三大バレエの中では唯一、ハープ、チェレスタ、ピアノといった楽器が含まれていない点は特筆に値する。打楽器に関しても、他の二作では活用されていたグロッケンシュピールやシロフォンといった鍵盤打楽器が含まれていない。
1967年版の楽器編成
- 木管楽器
  - フルート3（3番はピッコロ2番に持ち替え）
  - ピッコロ1
  - アルトフルート1
  - オーボエ4（4番はコーラングレ2番に持ち替え）
  - コーラングレ1
  - クラリネット3（A管とB♭管を持ち替える。3番はバスクラリネット2番に持ち替え）
  - 小クラリネット1（D管とE♭管を持ち替える）
  - バスクラリネット1
  - ファゴット4（4番はコントラファゴット2番に持ち替え）
  - コントラファゴット1
- 金管楽器
  - ホルン8（7番・8番はワグナーチューバ持ち替え[注釈 8]）
  - ピッコロトランペット（D管）1
  - トランペット（C管）4（4番はバストランペット持ち替え[注釈 9]）
  - トロンボーン3
  - チューバ2
- 打楽器
  - ティンパニ7個（ハイBが出るピッコロ・ティンパニ1と普通のティンパニ6）：奏者2人が必要
  - 大太鼓
  - トライアングル
  - タンブリン
  - タムタム
  - シンバル
  - ギロ
  - アンティークシンバル2 ： 変イ（A♭）と変ロ（B♭）
- 弦五部（普通は16型を当てるが、バレエのピットの上演は12型が精一杯である。ただし、ストラヴィンスキーは練習番号101の第1ヴァイオリンにプルト8を指定している。）
  - 第1ヴァイオリン
  - 第2ヴァイオリン
  - ヴィオラ
  - チェロ
  - コントラバス

## 構成
2部構成で、演奏時間は約34分（各16、18分）。
春を迎えたある2つの村同士の対立とその終息、大地の礼賛と太陽神イアリロの怒り、そしてイアリロへの生贄として一人の乙女が選ばれて生贄の踊りを踊った末に息絶え、長老たちによって捧げられる、という筋である。場所などの具体的な設定は無く、名前があるのは太陽神イアリロのみである。キリスト教化される以前のロシアの原始宗教の世界が根底にあるといわれる。
この筋は友人の画家ニコライ・リョーリフ（レーリッヒ）が1910年4月28日付（ユリウス暦）の『ペテルブルク新聞』に発表したバレエの草案が元になっており、彼は台本と共に美術を担当した。この曲はリョーリフに献呈されている。ちなみに、ストラヴィンスキーの自伝には、彼自身が原案を思いついたと書かれているが、このことからわかる通り事実ではない。
各部の表題は1967年版スコアでは英語とフランス語のみ記載されているが、古い版にはロシア語でも記載がある。それぞれ意味は同じではないので注意が必要である。下記の表題は英語版に従っている。

### 第1部 大地の礼賛
- 第1曲「序奏」
リトアニア民謡 "Tu mano seserėle（私の妹よ）" をベースにしたファゴットの非常に高音域のイ調独奏で始まる(C2)。
お使いのブラウザーでは、音声再生がサポートされていません。音声ファイルをダウンロードをお試しください。
古典的な楽器法に精通したサン＝サーンスが酷評したこの部分は演奏が大変困難であり、田村和紀夫はドビュッシーの『牧神の午後への前奏曲』冒頭のフルート独奏と共に、楽器の得意でない音域を敢えて使用するという作曲家の意思を読み取っている[37]。既に変拍子の幕開けとなり、様々な管楽器が異なる調性で全く違うニュアンスのメロディーを激しく演奏する。高潮しきった所で曲は途絶え、ファゴットが再び最初の旋律を変イ調で演奏する。ブーレーズは論文『ストラヴィンスキーは生きている』において「最も異様、かつ興味深い語法」と評した。
- 第2曲「春のきざし（乙女達の踊り）」
ホ長調の主和音（E, G♯, B）と変イ長調の属和音の第1転回形（G, B♭, D♭, E♭）が、複調で弦楽器を中心に同時に力強く鳴らされる同じ和音の連続とアクセントの変化による音楽。
お使いのブラウザーでは、音声再生がサポートされていません。音声ファイルをダウンロードをお試しください。
この和音構成は平均律上の異名同音で捉えると変イ短調和声短音階（A♭, B♭, C♭, D♭, E♭, F♭, G）と同じであるが、初めて聴くものには強烈な不協和音の印象を与える。また木管楽器によって対旋律として現れる（E, G, C, E, G, E, C, G）というスタッカートのアルペジオはハ長調を示し、これによって五度圏上で正三角形を成し長三度ずつの移調関係にあるハ長調、ホ長調、変イ長調が結ばれる。これはベートーヴェンの後期三大ピアノソナタ（あるいはもっと前の『ヴァルトシュタイン・ソナタ』や『ハンマークラヴィーア・ソナタ』なども）においても転調の過程で順次提示されるように既に援用が見られる調関係だが、同時に鳴らすのは音楽史上この曲が初めてであろう。
- 第3曲「誘拐」
- 第4曲「春の輪舞」
- 第5曲「敵の部族の遊戯」
- 第6曲「長老の行進」
お使いのブラウザーでは、音声再生がサポートされていません。音声ファイルをダウンロードをお試しください。
- 第7曲「長老の大地への口づけ」
極めて短い。激しい不協和音が弦楽器のフラジオレットで奏される。
- 第8曲「大地の踊り」
音楽は絶頂の中、終結句を伴わず突然終止する。

### 第2部 生贄の儀式
- 第9曲「序奏」
お使いのブラウザーでは、音声再生がサポートされていません。音声ファイルをダウンロードをお試しください。
- 第10曲「乙女の神秘的な踊り」
- 第11曲「選ばれし生贄への賛美」
- 第12曲「祖先の召還」
- 第13曲「祖先の儀式」
- 第14曲「生贄の踊り（選ばれし生贄の乙女）」
最も難曲かつ作曲学上システマティックに書かれた部分。5/8, 7/8などの変拍子が組み合わされて徹底的に複雑なリズムのポリフォニーを作り上げる。
お使いのブラウザーでは、音声再生がサポートされていません。音声ファイルをダウンロードをお試しください。
オリヴィエ・メシアンはこの部分を「ペルソナージュ・リトミック（リズムの登場人物）[38]」と、ピエール・ブーレーズは「リズムの細胞」と、クラウス・フーバーは「リズムのクラスター」と呼んで、それぞれ分析結果を発表している。メシアンによれば、この曲は複雑な変拍子の中で、それぞれ提示されたリズム動機について「拡大する動機」「縮小する動機」「発展せず静的な動機」の3つの類型のリズムから成り立つという。
また、最後に鳴らされる和音のうち、コントラバスのパートは下から順に "D, E, A, D" となっており、音で死を表している。

## 引用曲
『ペトルーシュカ』と同様、ストラヴィンスキーは多くの民謡を引用しているが、大部分は原型をとどめないほど変形されているため、実際にどの曲が引用されているかを知るのは難しい。ローレンス・モートンの研究によると、第1部のいくつかの旋律はポーランドのアントン・ユシケヴィチによって集められたリトアニア民謡集の中の曲に由来するという。イストミン(Ф. М. Истомин)とリャプノフによる民謡集やリムスキー＝コルサコフの集めたロシア民謡などからもいくつかの素材を借りているらしい。

## エピソード
ウォルト・ディズニー制作のアニメ映画『ファンタジア』（1940年11月13日アメリカ公開）中の1エピソードにも使われ、地球の誕生から生命の発生、恐竜とその絶滅までのドラマがこの曲に合わせて繰り広げられる。『ファンタジア』の音楽で作曲家が生存していたのはストラヴィンスキーのみであり、彼は後に映画本編を見た際、内容が自分のイメージと大きく異なっていたことに衝撃を受けたと言われている。
ボイジャーのゴールデンレコードにはストラヴィンスキー本人の指揮、コロンビア交響楽団による「生贄の踊り」が含まれる。
演奏困難な曲に数えられ、数々の逸話が残っている。日本初演（1950年9月21,22日の日本交響楽団（現在のNHK交響楽団）第319回定期演奏会、指揮は山田一雄（当時は和男））の際にも指揮者が曲の進行を見失い、もう少しで終わらなくなりそうだったと言う。岩城宏之もこの曲の暗譜指揮に挑戦して失敗し、オーストラリアのTVの生中継で中断したことがあり、その顚末について著書『楽譜の風景』に記述している。別の著書では、カラヤンが現代曲を得意にしていた岩城に対して、「どのように『春の祭典』の変拍子を振ればいいのだろうか?」と相談しに来たことがあったと述べている。この曲を完全に暗譜で楽々と指揮したのはロリン・マゼールで、バイエルン放送交響楽団とのビデオが残されている。
石原プロモーション制作のテレビドラマシリーズ『大都会』の第3作にあたるPARTIIIの第42話「シージャック強盗団」（1979年7月24日放映）では、第1部「大地の礼賛の春のきざし（乙女達の踊り）」がBGMとして使用されている。このエピソードは、ムソルグスキーの『展覧会の絵』第1曲「小人」も同時に使用された。
近年では、演奏時間も三十数分と適当なことから、指揮者の実力を試すためにコンクールの課題曲に選ばれることもあるが、管弦楽が大き過ぎるのでそれほど多くはない。

### 映画
- 初演の騒動を描いた様子は、以下の映画で描写されている。
  - 『ニジンスキー』（ハーバート・ロス監督、1980年、アメリカ）
  - 『シャネル&ストラヴィンスキー』（ヤン・クーネン監督、2009年、フランス）

## 作曲者以外による編曲
- ラリー・コリエルによるギター独奏版